# وینستون بوگارد
وینستون لوید بوگارد (به هلندی: Winston Lloyd Bogarde) (زاده ۲۲ اکتبر ۱۹۷۰) بازیکن ملی‌پوش بازنشسته فوتبال، اهل هلند است که بیشتر در پست مدافع وسط به ایفای نقش می‌پرداخته. وی فوتبال را در پست مهاجم آغاز کرد، اما سپس به یک مدافع تبدیل شد. بهترین دوره فوتبال بوگارد در آژاکس و بارسلونا و بدترین آن در چلسی سپری گشت.